# Замчоджі
Замчоджі (рум. Zamciogi) — село у Страшенському районі Молдови. Входить до складу комуни, адміністративним центром якої є село Редень.

## Населення
За даними перепису населення 2004 року у селі проживали 1082 особи.
Національний склад населення села:
| Національність   | Кількість осіб | Відсоток   |
| ---------------- | -------------- | ---------- |
| молдавани румуни | 1068 7         | 98,7% 0,6% |
| росіяни          | 4              | 0,4%       |
| українці         | 3              | 0,3%       |
| Всього           | 1082           | 100%       |